# The Wife's Deceit
The Wife's Deceit è un cortometraggio muto del 1913 scritto, interpretato e diretto da Lois Weber.

## Trama
Lois, una mogliettina premurosa, prepara una bella sorpresa per il compleanno del marito Phil. Ma lui, geloso, equivoca. Dopo averla sorpresa in compagnia di uno sconosciuto della cui presenza poi lei sembra volersi sbarazzare, assiste ai maneggi della moglie che si comporta in maniera furtiva chiedendogli anche una grossa somma di denaro senza spiegargli il motivo di quella richiesta. Dopo averla vista con orrore allontanarsi in auto con lo stesso uomo ed entrare con lui in una piccola casa, Phil decide di rivolgersi a un investigatore. Il detective comincia a seguire Lois che, secondo i suoi rapporti, si incontra regolarmente nella casetta con lo sconosciuto. Phil, intanto, ha trovato nascosta in casa una vestaglia da uomo (un regalo che la moglie vuole fargli per il compleanno) che lo convince sempre di più nel suo sospetto che la moglie abbia un amante. Il giorno del suo compleanno, Lois sposta il suo baule nella casetta e l'investigatore avverte subito Phil. I due si precipitano per sorprenderla, arrivando in tempo per vedere lo sconosciuto entrare anche lui in casa. Phil è distrutto e si mette a piangere, convinto che la moglie l'abbia lasciato. In casa, Lois gli consegna gli atti di proprietà della nuova casa che lei gli ha voluto comprare come regalo per il compleanno, presentandogli Marsh come l'agente immobiliare che ha seguito la transazione della compravendita.

## Produzione
Il film, prodotto dalla Rex Motion Picture Company.

## Distribuzione
Distribuito dalla Universal Film Manufacturing Company, il film - un cortometraggio in una bobina - uscì nelle sale cinematografiche statunitensi il 21 dicembre 1913.